# Circlotoma venusta
Circlotoma venusta is een slakkensoort uit de familie van de Tornidae. De wetenschappelijke naam van de soort is voor het eerst geldig gepubliceerd in 1901 door Hedley.